# ماكس بينيت
ماكس بينيت هو لاعب هوكي الجليد كندي، ولد في 4 نوفمبر 1912 في محافظة كوبالت ‏ في كندا، وتوفي في 5 يناير 1972.

## وصلات خارجية
- ماكس بينيت على موقع دوري الهوكي الوطني (الإنجليزية)
- ماكس بينيت على موقع قاعة مشاهير الهوكي (لاعب أن.إتش.أل) (الإنجليزية)
- ماكس بينيت على موقع EliteProspects.com (الإنجليزية)
- ماكس بينيت على موقع HockeyDB.com (الإنجليزية)
- ماكس بينيت على موقع Hockey-Reference.com (الإنجليزية)